# نحو الحرية في السعودية
نحو الحرية في السعودية وهو عنوان كتاب للكاتب السعودي وائل القاسم صدرت الطبعة الأولى من هذا الكتاب سنة 2013م. عن دار «بيسان» للنشر والتوزيع والإعلام. لبنان - بيروت

## معلومات عن الكتاب
- وصف المؤلف الكتاب بأنه «إيحاءات كونية وذاتية» واستفهامات لم نجب عنها بعد.